# 大阪成蹊短期大学
大阪成蹊短期大学（日语：／ Osaka Seikei Tanki Daigaku *）是一所位于日本大阪府大阪市东淀川区的私立短期大学。

## 概要

### 简介
- 学校最早可以追溯到1933年[1]。短期大学为于1951年开办[2]、由学校法人大阪成蹊学园经营、开始招収男学生从2003年。建学理念为「桃李不言下自成蹊」[3]

### 历史
- 1951年 大阪成蹊女子短期大学成立。并同时设置両个学科、以下列挙。
  - 日文科
  - 家政科[1]。
- 1952年 第二部成立在両个学科、以下列挙。
  - 日文科
  - 家政科[4]。
- 1953年 両个课程成立在保育科、以下列挙。
  - 第一部
  - 第二部成立[1]。
- 1956年 保育科第一部和第二部各自变更为初等教育科[1]。
- 1963年 今年3月31日三个第二部课程（日文科、家政科、初等教育科）正式停办[4]。今年4月1日体育科成立[1]。
- 1964年 英文科成立[1]。
- 1967年 両个学科成立、以下列挙。
  - 观光旅游科
  - 设计科[1]。
- 1969年 设计科变更为设计美术科[1]。
- 1971年 六个学科各自变更为、以下列挙。
  - 初等教育科⇒儿童教育学科、分离为、以下列挙。
    - 初等教育学专攻
    - 幼儿教育学专攻

  - 日文科⇒日文学科
  - 英文科⇒英文学科
  - 家政科⇒家政学科
  - 体育科⇒体育学科
  - 观光旅游科⇒观光旅游学科[1]。
- 2002年 日文学科、英文学科、体育学科、设计美术科各自招生最后[4]。
- 2003年 日文学科和英文学科合并为表现文化学科、经营会计学科成立。改校名为大阪成蹊短期大学、开始招収男学生[1]。
- 2004年 今年5月31日、日文学科、英文学科、体育学科、设计美术科各自正式停办[4]。
- 2011年 表现文化学科变更为创造文化学科[4]。
- 2014年 表现文化学科变更为国际交流学科[注 1]
- 2016年 总合生活学科变更为生活设计学科。両个学科成立、以下列挙。
  - 栄养学科
  - 烹饪糕点制作学科

### 宪章
- 请参看大阪成蹊短期大学的标志 （页面存档备份，存于） （日語） 2014年1月5日阅览。

## 学校环境
- 校区：在大阪府大阪市东淀川区

## 历任校长
- 冈本正志：现在短期大学校长[5]

## 组织

### 学科
- 总合生活学科
- 国际交流学科[注 1]
- 学前教育学科
- 观光旅游学科
- 经营会计学科
- 栄养学科
- 烹饪糕点制作学科

### 前学科
- 家政学科[注 2]
  - 第一部[注 2]
  - 第二部[注 3]
- 日本文学科[注 4]
  - 第一部[注 4]
  - 第二部[注 3]
- 儿童教育学科
  - 初等教育学专攻[注 5]
  - 幼儿教育学专攻
- 初等教育科第二部[注 3]
- 体育学科[注 4]
- 英文学科[注 4]
- 设计美术科[注 4]

### 专科
| - 没有 |

### 业余课程
| - 没有 |

### 附属学校
| - 幼儿园 |

### 附属机关
| - 图书馆 - 教育研究支援中心 |

## 相关链接
- 日本短期大学列表
- 大阪成蹊大学